# Piaggio Quargo
Le Piaggio Quargo est un petit véhicule utilitaire, appartenant à la catégorie des mini-vans. Il a été lancé en 2004 par le constructeur italien Piaggio et produit dans l'usine Piaggio - Veicoli Commerciali - de Pontedera, près de Pise.
Ce mini véhicule a été conçu par Piaggio pour remplacer la version Ape Poker à 4 roues. Le positionnement du véhicule se voulait conforme au projet d'origine de l'Ape, un véhicule de petites dimensions, pouvant être piloté par un maximum de personnes, titulaires d'un simple permis B1 italien. Ce permis de conduire, créé le 19 janvier 2013, concerne les personnes de 16 ans minimum qui sont autorisées à conduire des véhicules à 4 roues dont le poids total ne dépasse pas 600 kg (1 550 kg pour les véhicules de transport de marchandises), et dont la puissance ne dépasse pas 15 kW.
Ce petit utilitaire Piaggio respecte parfaitement ces critères : poids total en charge limité à 1 500 kg et puissance du moteur diesel Lombardini 13 kW soit environ 18 Ch.
La gamme comporte 4 versions : fourgon tôlé, plateau fixe, benne basculante et pick-up bâché.
En 2007, le constructeur a lancé une version restylée. 